# Hurghada
Hurghada (tiếng Ả Rập: الغردقة al-Ġurdaqa, tiếng Ả Rập Ai Cập: الغردقة El Ġardaʾa phát âm tiếng Ả Rập Ai Cập: [el ɣæɾˈdæʔæ]) là một thành phố nằm ở tỉnh Biển Đỏ của Ai Cập. Đây là một trong các trung tâm du lịch lớn của Ai Cập nằm trên bờ biển Đỏ.

## Khái quát

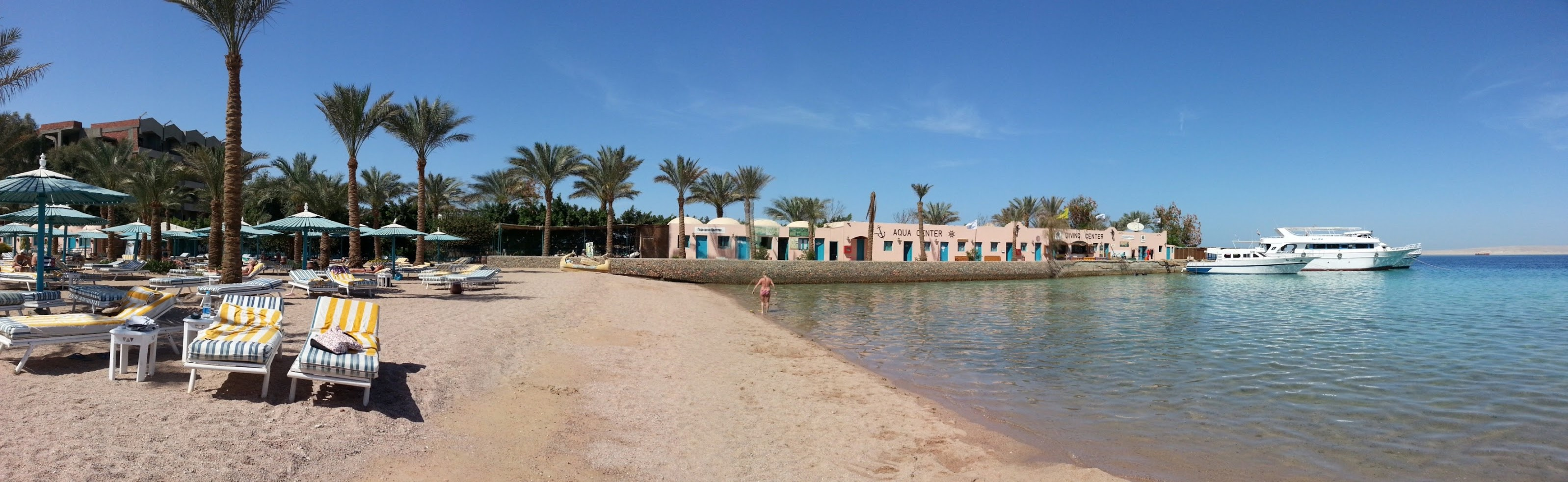

Thành phố được thành lập vào đầu thế kỷ 20, và từ những năm 1980 đã được liên tục mở rộng bởi các nhà đầu tư Ai Cập và nước ngoài để trở thành khu nghỉ mát ven biển hàng đầu tại Biển Đỏ. Các khu nghỉ mát và khách sạn cung cấp thiết bị thể thao dưới nước cho khách lướt ván buồm, lướt ván diều, đi du thuyền, lặn có bình khí và lặn ống thở. Hurghada nổi tiếng với các hoạt động thể thao dưới nước, cuộc sống về đêm và thời tiết ấm áp. Nhiệt độ hàng ngày trong năm dao động trong khoảng 30 °C (86 °F), trong tháng 7 và tháng 8 nhiệt độ cao trên 40 °C (104 °F). Nhiều khách châu Âu tới Hurghada để nghỉ mát, đặc biệt là vào mùa đông và Giáng Sinh. Du khách Nga giảm đáng kể sau tai nạn máy bay Metrojet năm 2015.
Hurghada trải dài khoảng 36 kilômét (22 mi) dọc theo bờ biển, cách một quãng khá xa so với khu vực hoang mạc. Khu nghỉ mát này là điểm đến của nhiều khách du lịch từ Cairo, Châu thổ sông Nin và Thượng Ai Cập, cũng như các khách du lịch trọn gói tới từ châu Âu. Ngày nay Hurghada có khoảng 248.000 dân và được chia thành các khu: 
- El Ahia và El Helal, phía bắc;
- El Dahar là phố cổ;
- Sekalla là trung tâm thành phố;
- El Kawsar là khu vực hiện đại;
- El Memsha là đường đi bộ dài trên 4 km.

Thành phố có Sân bay quốc tế Hurghada với các chuyến bay cố định tới Cairo và nhiều thành phố châu Âu. Một bến mới của sân bay được mở vào năm 2015 để đáp ứng nhu cầu du lịch gia tăng.

## Lịch sử
Ngôi làng tiền thân của thành phố Hurghada ngày nay bắt đầu có người ở từ năm 1905. Tên của thành phố bắt nguồn từ một loài thực vật mọc tự nhiên từ thời Ai Cập cổ đại. Trước đó nơi đây chỉ là một làng chài. Dầu mỏ được tìm thấy ở khu vực này vào năm 1913, nhưng quá trình sản xuất và xuất khẩu chỉ được bắt đầu từ năm 1921 bởi các công ty của Anh Quốc. Dưới thời Vua Farouk người ta xây dựng một trung tâm vui chơi giải trí ở đây, tuy nhiên sau công cuộc quốc hữu hóa nền công nghiệp Ai Cập của Tổng thống Gamal Abdel Nasser, nơi này được chuyển giao cho Quân đội Ai Cập.
Trong Chiến tranh Tiêu hao giữa Israel và Ai Cập, đảo Shadwan ở phía Đông thành phố được bảo vệ bởi các lực lượng Ai Cập và được sử dụng làm trạm rad đa. Vào ngày 22 tháng 1 năm 1970, đây là nơi diễn ra Chiến dịch Rhodes của các lực lượng nhảy dù Israel, những người chiếm đảo trong 36 giờ đồng hồ.
Trong Chiến tranh Yom Kippur, cảng Hurghada là mục tiêu của bốn chiến dịch của Israel. Các lực lượng Israel cũng chiếm đóng được đảo Shadwan khiến 32 lính Ai Cập hi sinh, còn Israel mất bảy người.
Vào ngày 27 tháng 9, 1994 một vụ lái xe xả súng đã lấy đi sinh mạng của hai người Ai Cập và một du khách Đức; một người Đức khác bị thương và chết sau trở về Đức.
Vụ tấn công Hurghada 2016 với thủ phạm là các phần tử khủng bố khiến ba du khách bị thương. Vào ngày 14 tháng 7 năm 2017, vụ tấn công Hurghada 2017 một người đàn ông tấn công bằng dao vào năm người Đức, một người Séc và một người Armenia, đều là phụ nữ, khiến hai người phụ nữ Đức thiệt mạng. Du khách Séc sau đó chết vào ngày 27 tháng 7 trong bệnh viên. Cuộc tấn công nổ ra tai hai khách sạn khác nhau.

## Khí hậu
Hurghada có khí hậu hoang mạc cận nhiệt đới (phân loại khí hậu Köppen: BWh), với mùa đông ấm áp và mùa hè nóng (hoặc rất nóng). Nhiệt độ trong giai đoạn tháng 12–1–2 khá dễ chịu, tuy nhiên vào buổi tối nhiệt độ giảm xuống 20 độ C - 10 độ C. Tháng 11, 3 và 4 ấm hơn một chút. Tháng 5 và tháng 10 nóng trong khi từ tháng 6 tới 9 rất nóng. Nhiệt độ biển trung bình hàng năm là 24 °C (75 °F), từ 21 °C (70 °F) vào tháng 2 và 3 tới 28 °C (82 °F) vào tháng 8.
Nhiệt độ cao kỷ lục đo được vào ngày 12 tháng 6, 2013 là 46 °C (115 °F), trong khi nhiệt độ thấp kỷ lục ngày 2 tháng 2, 1993 là 0 °C (32 °F).
| Dữ liệu khí hậu của Hurghada                                                         | Dữ liệu khí hậu của Hurghada | Dữ liệu khí hậu của Hurghada | Dữ liệu khí hậu của Hurghada | Dữ liệu khí hậu của Hurghada | Dữ liệu khí hậu của Hurghada | Dữ liệu khí hậu của Hurghada | Dữ liệu khí hậu của Hurghada | Dữ liệu khí hậu của Hurghada | Dữ liệu khí hậu của Hurghada | Dữ liệu khí hậu của Hurghada | Dữ liệu khí hậu của Hurghada | Dữ liệu khí hậu của Hurghada | Dữ liệu khí hậu của Hurghada |
| Tháng                                                                                | 1                            | 2                            | 3                            | 4                            | 5                            | 6                            | 7                            | 8                            | 9                            | 10                           | 11                           | 12                           | Năm                          |
| ------------------------------------------------------------------------------------ | ---------------------------- | ---------------------------- | ---------------------------- | ---------------------------- | ---------------------------- | ---------------------------- | ---------------------------- | ---------------------------- | ---------------------------- | ---------------------------- | ---------------------------- | ---------------------------- | ---------------------------- |
| Cao kỉ lục °C (°F)                                                                   | 28.0 (82.4)                  | 30.7 (87.3)                  | 34.3 (93.7)                  | 41.3 (106.3)                 | 39.4 (102.9)                 | 46.0 (114.8)                 | 40.8 (105.4)                 | 38.6 (101.5)                 | 38.2 (100.8)                 | 38.2 (100.8)                 | 34.4 (93.9)                  | 30.3 (86.5)                  | 42.6 (108.7)                 |
| Trung bình ngày tối đa °C (°F)                                                       | 21.5 (70.7)                  | 22.6 (72.7)                  | 25.2 (77.4)                  | 29.1 (84.4)                  | 32.9 (91.2)                  | 35.3 (95.5)                  | 36.2 (97.2)                  | 36.1 (97.0)                  | 34.3 (93.7)                  | 31.1 (88.0)                  | 26.8 (80.2)                  | 22.7 (72.9)                  | 29.5 (85.1)                  |
| Trung bình ngày °C (°F)                                                              | 15.7 (60.3)                  | 16.8 (62.2)                  | 19.3 (66.7)                  | 22.8 (73.0)                  | 26.1 (79.0)                  | 28.9 (84.0)                  | 29.7 (85.5)                  | 29.9 (85.8)                  | 28.0 (82.4)                  | 25.2 (77.4)                  | 21.0 (69.8)                  | 17.1 (62.8)                  | 23.4 (74.1)                  |
| Tối thiểu trung bình ngày °C (°F)                                                    | 11.0 (51.8)                  | 11.4 (52.5)                  | 14.0 (57.2)                  | 17.8 (64.0)                  | 21.9 (71.4)                  | 24.8 (76.6)                  | 26.4 (79.5)                  | 26.2 (79.2)                  | 24.2 (75.6)                  | 20.9 (69.6)                  | 16.6 (61.9)                  | 12.5 (54.5)                  | 19.0 (66.2)                  |
| Thấp kỉ lục °C (°F)                                                                  | 5.6 (42.1)                   | 0.0 (32.0)                   | 7.5 (45.5)                   | 9.1 (48.4)                   | 13.4 (56.1)                  | 18.8 (65.8)                  | 20.9 (69.6)                  | 20.9 (69.6)                  | 17.0 (62.6)                  | 13.8 (56.8)                  | 9.2 (48.6)                   | 6.0 (42.8)                   | 0.0 (32.0)                   |
| Lượng Giáng thủy trung bình mm (inches)                                              | 0.4 (0.02)                   | 0.0 (0.0)                    | 0.3 (0.01)                   | 1.0 (0.04)                   | 0.0 (0.0)                    | 0.0 (0.0)                    | 0.0 (0.0)                    | 0.0 (0.0)                    | 0.0 (0.0)                    | 0.6 (0.02)                   | 2.0 (0.08)                   | 0.9 (0.04)                   | 5.2 (0.21)                   |
| Số ngày mưa trung bình (≥ 0.01 mm)                                                   | 0.3                          | 0.2                          | 0.3                          | 0.3                          | 0.2                          | 0.0                          | 0.0                          | 0.0                          | 0.0                          | 0.2                          | 0.2                          | 0.3                          | 2                            |
| Độ ẩm tương đối trung bình (%)                                                       | 48                           | 46                           | 46                           | 43                           | 42                           | 41                           | 45                           | 46                           | 48                           | 53                           | 51                           | 51                           | 46.7                         |
| Số giờ nắng trung bình tháng                                                         | 265.7                        | 277.6                        | 274.3                        | 285.6                        | 317.4                        | 348.0                        | 352.3                        | 322.4                        | 301.6                        | 275.2                        | 263.9                        | 246.7                        | 3.530,7                      |
| Nguồn 1: Tổ chức Khí tượng Thế giới (1971-2000)                                      |                              |                              |                              |                              |                              |                              |                              |                              |                              |                              |                              |                              |                              |
| Nguồn 2: NOAA (nhiệt độ trung bình, cao và thấp kỷ lục, độ ẩm và giờ nắng 1961–1990) |                              |                              |                              |                              |                              |                              |                              |                              |                              |                              |                              |                              |                              |